# David Strassman
David Strassman (Los Angeles, 6 settembre 1957) è un comico statunitense, esperto in ventriloquia.
Dopo una visita al Magic Castle di Hollywood, in California, Strassman, che all'epoca aveva 12 anni, ha iniziato a praticare la magia.

## Puppets

### Chuck Wood
Chuck Wood è il fantoccio principale di Strassman e la stella del suo spettacolo. È estremamente scortese con gli altri e sputa o vomita costantemente e si produce in battutacce. Poiché ha la sindrome di Pinocchio, Chuck desidera disperatamente di diventare un bambino vero, e architetta da diversi piani perché questo avvenga, senza che ma nessuno di essi abbia mai funzionato.

### Ted E. Bare
Ted E. Bare è un altro pupazzo di Strassman, un orsacchiotto ingenuo e ficcanaso, bersaglio abituale di battute e scherzi orditi da Chuck Wood. Teddy ha un nonno di nome Fred e una madre che lo ha cucito (quando Strassman ha trovato Teddy, sua madre lo stava cucendo e lo sparo distante di un cacciatore lo ha spaventato).

### Sid Beaverman
Sid Beaverman è un altro dei burattini di Strassman. Aspirante comico stand-up privo di originalità, storpia sempre il nome di Strassman. In due occasioni ha partecipato a provini per sostituire Chuck Wood e Ted Bare, ma fallendo l'obiettivo. In un caso era il giudice di se stesso ma ha fallito lo stesso.

### Grandpa Fred -
Il burattino Grandpa Fred è il nonno di Ted E. Bare, rispetto al quale sembra essere l'esatto contrario. Dopo la prima apparizione, Nonno Fred ha cambiato completamente voce per ragioni sconosciute.